# Église Saint-Pierre-du-Châtel de Rouen
L'église Saint-Pierre-du-Châtel est une ancienne église catholique, aujourd'hui en ruines, dont les vestiges se dressent sur la commune française de Rouen dans le département de la Seine-Maritime, en région Normandie. Elle a été gravement endommagée en 1944.
L'église fait l'objet d'une inscription au titre des monuments historiques par arrêté du 13 juillet 1926.

## Localisation
L'église Saint-Pierre-du-Châtel est située rue Camille-Saint-Saëns, au sud-est du Gros-Horloge, à Rouen, dans le département français de la Seine-Maritime. Son entrée principale se trouve dans la rue des Cordeliers qui disparaît après le 30 mai 1944. Par la suite, un square y est aménagé en partie sud.

## Historique

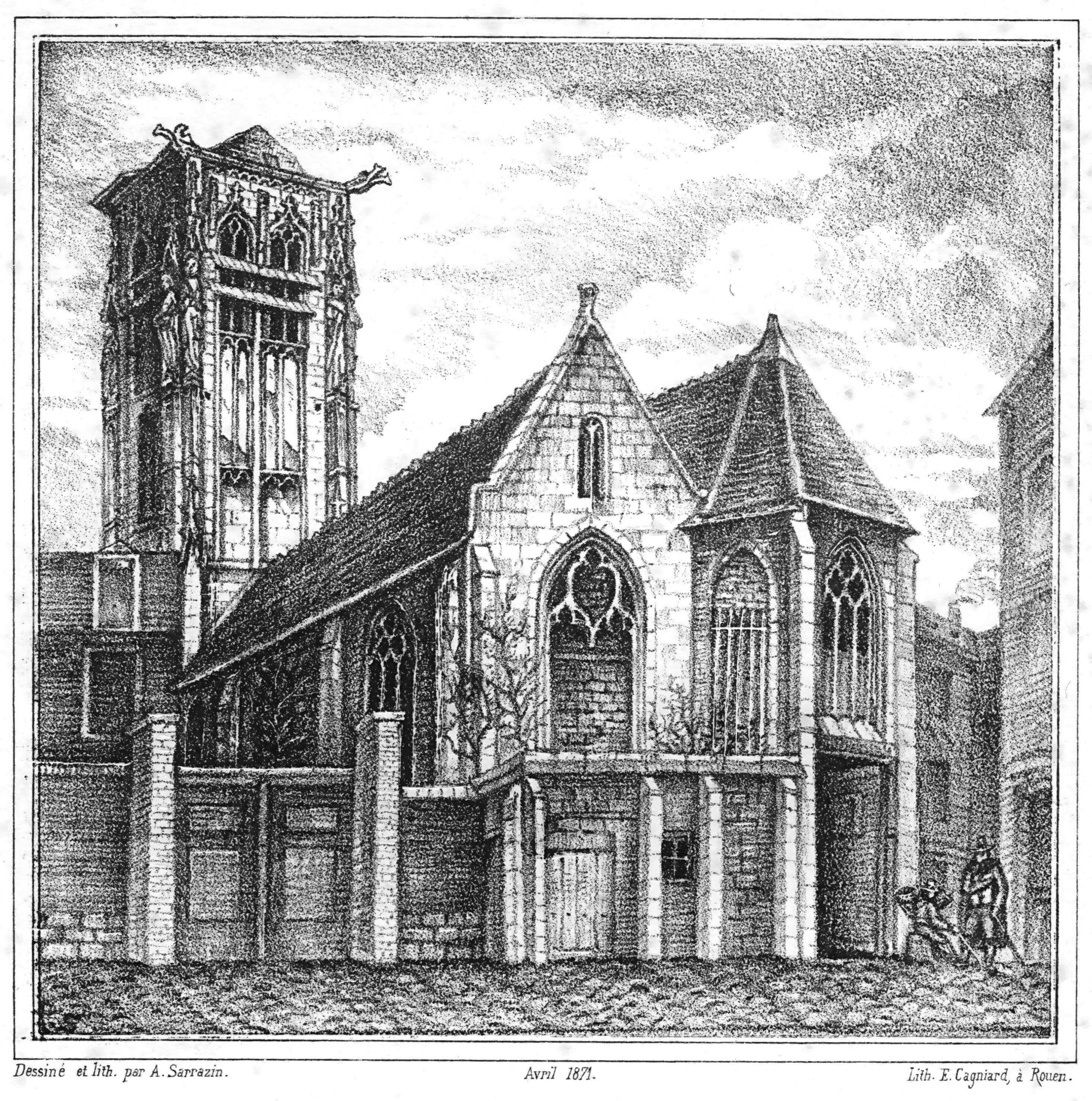
L'église en 1871, sa statuaire et sa charpente.

L'église Saint-Pierre tirerait son déterminant du Châtel de l'emplacement du château du premier comte des Normands, Rollon. Châtel est l'équivalent du mot « château » en ancien français. Ce dernier avait précédemment occupé la ville et commencé à la fortifier.
Reconstruite de nombreuses fois avant d'être refaite dans sa forme actuelle au XVe siècle, l'église est un remarquable exemple de gothique flamboyant. Parmi les éléments sculptés de qualité préservés en partie, on trouve huit statues de la tour-clocher.
Cette église possède deux nefs et une toiture avec voûte finement sculptée en bois (ce qui en fait l'unique église rouennaise à voûte en bois). Après l'incendie de mai 1944, seules les travées et la charpente de l'est vers l'abside résistèrent au souffle des bombardements et aux flammes. Ces travées et poutres de charpente, très bien conservées et d'un grand intérêt pour leurs sculptures du XVe siècle en bon état, sont conservées par la commune de Rouen qui a fait procéder en 2016 à un remontage de l'ensemble sur site.
En 1775, François-Adrien Boieldieu y est baptisé.
L'église est vendue comme bien national le 24 décembre 1791 à un négociant, Jean-Baptiste Payenneville. Elle sert ensuite de magasin puis d'écurie.
En 1922, les éléments de sculptures de la tour-clocher sont sciés et démontés à la suite des plaintes du voisinage concernant leur état de délabrement qui les aurait rendus dangereux. Ce démontage peu scrupuleux est suivi d'une vente des pièces (dont les huit statues de prophètes du dernier étage). Une souscription publique est lancée qui réunit en à peine un mois assez d'argent pour le rachat des pièces retrouvées, c'est-à-dire cinq des huit statues. Elles sont exposées dans le jardin du musée départemental des Antiquités à Rouen.
Lors des bombardements alliés sur Rouen pendant la semaine rouge, le 30 mai 1944, le mur ouest est soufflé, entraînant l'effondrement d'une partie de la charpente et de la voûte de la nef principale. La charpente restante est mise à l'abri. L'effort de reconstruction est long, le quartier environnant change totalement, la rue des Cordeliers disparaît. L'église n'est pas reconstruite sur le moment.
En 1951, pendant un percement de la voirie rue Saint-Saëns par le service des ponts et chaussées, certaines pierres de l'abside sont endommagées et toute l'abside doit être démontée. Malgré la reconnaissance des responsabilités par le service, le remontage de l'abside n'a jamais été entrepris, cependant que les pierres demeurent entreposées.
En 2019, l'église, achetée par la Ville de Rouen en 1958, est mise en vente, avec comme condition pour l'acquéreur de remettre l'église en état et avec l'obligation d'utiliser la charpente et les travées conservées pour refaire la toiture et la voussure des nefs. 
Le 5 décembre 2019, la ville de Rouen a dévoilé le lauréat de l'appel à projet lancé en mai. Ce projet, porté par la société spécialisée La Métropolitaine, comporte la rénovation des ruines actuelles pour y incorporer un restaurant, trois chambres d'hôtel de charme et un toit-terrasse au sommet de la tour-clocher. Dans le projet, les architectes reconstituent la charpente d'origine et ils imaginent un bâtiment en verre et en acier construit à l'intérieur des murs existants afin de soutenir ce qu'il reste de l'église.
La viabilité du projet est à mettre en balance avec le coût annoncé de 3,8 millions d'euros compliqué par les fouilles préventives qui réservent des surcoûts.
L'Inrap réalise des fouilles préventives fin 2024,.

## Description
La contretable se trouve dans l'église de Saint-Arnoult (Seine-Maritime).
Les statues rescapées de la tour à la suite de leur rachat sont conservées au musée départemental des Antiquités à Rouen.
Deux toiles d'Adrien Sacquespée (Le Christ ressuscité apparaissant à saint Pierre et Dieu le Père) sont conservées au musée des Beaux-Arts de Rouen.
Des vitraux sont conservés au Victoria and Albert Museum de Londres (trois panneaux de la vie de saint Pierre), au Philadelphia Museum of Art à Philadelphie, ainsi qu'au musée départemental des Antiquités à Rouen.